# ایلیا خودویا
ایلیا خودویا (اوکراینی: Ілля Вікторович Ходуля؛ زادهٔ ۱۶ ژوئن ۱۹۸۹) بازیکن فوتبال اهل اوکراین است.